# Côte d'Or (ciocolată)

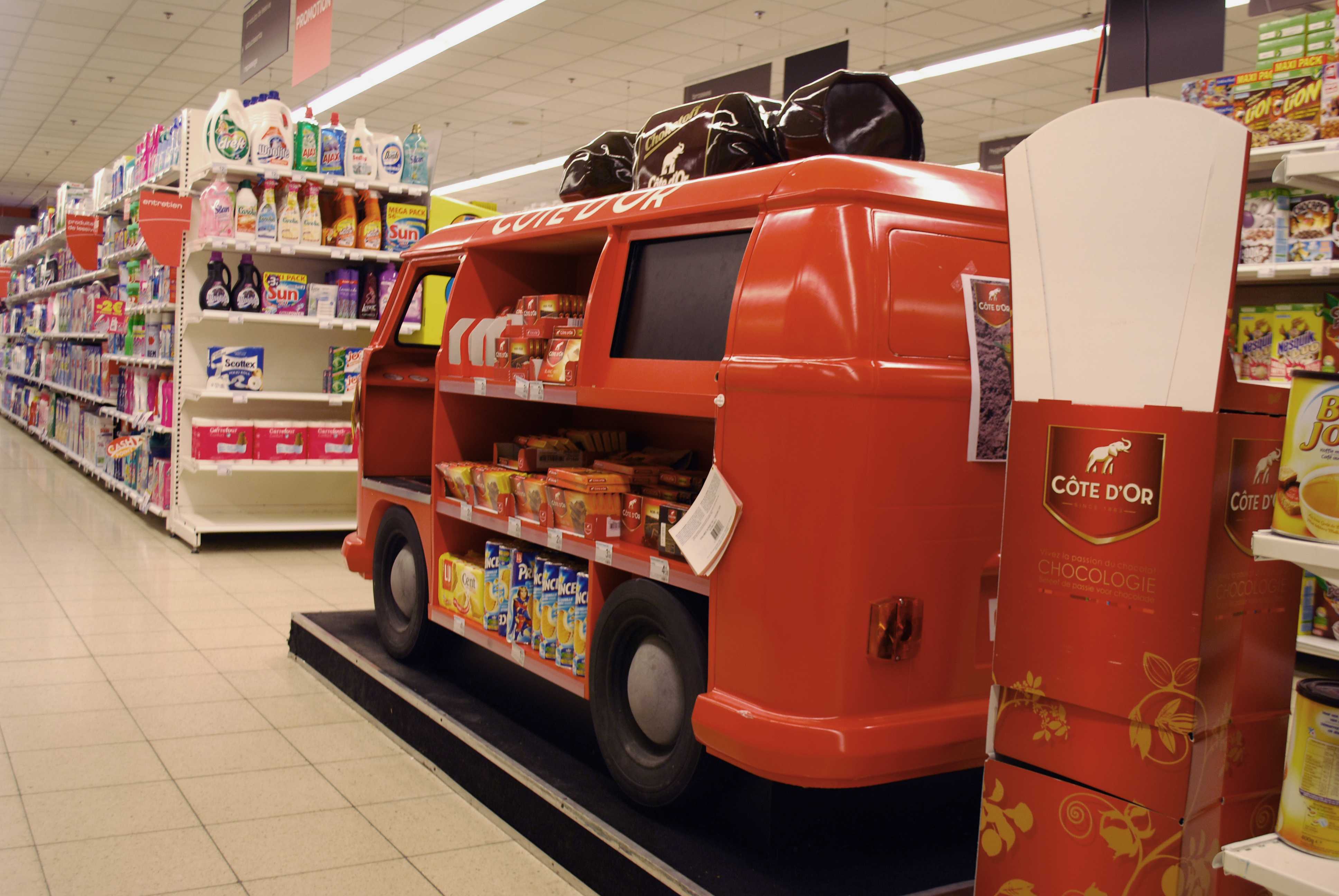
Element publicitar pentru ciocolata „Côte d'Or” la supermarketul Carrefour din Barvaux (Durbuy)

Côte d'Or este o marcă de ciocolată de origine belgiană creată în 1870 de către Charles Neuhaus. care a cedat rapid la familie Bieswal, care se combină cu familia Michiels.
În anii 1980, în urma IPO, compania a intrat sub controlul Jacobs Suchard, el este de la parte din grupul american care Mondelēz International Côte d'Or este unul dintre brandurile la nivel mondial.